# Miguel Nazar Haro
Miguel Nazar Haro (Tuxpan, 1925 - aldaar, 26 januari 2012) was een Mexicaans veiligheidsagent. Nazar Haro is in 2004 gearresteerd wegens mensenrechtenschendingen die zouden hebben plaatsgevonden van 1970 tot 1976, in de periode dat hij Mexico's veiligheidsdienst leidde, maar hij werd vrijgesproken omdat de misdaden verjaard waren.
Nazar werd in 1970 door president Luis Echeverría aangewezen als directeur van het Federaal Veiligheidsdirectoraat (DFS). Dit was tijdens het hoogtepunt van de Vuile Oorlog. Honderden linkse guerrillastrijders maar ook vreedzame activisten en onschuldigen werden door het DFS of andere overheidsinstanties opgepakt, gemarteld, vermoord of ze verdwenen. In 1976 richtte het DFS zelfs de zogeheten 'Witte Brigade' op, feitelijk een doodseskader, die Nazar enige jaren leidde.
In 2003 vaardigde speciaal aanklager Ignacio Prieto een arrestatiebevel uit tegen Nazar wegens de verdwijning van Jesús Ibarra in 1975. Nazar was daarmee de eerste functionaris in Mexico die aangeklaagd werd wegens mensenrechtenschendingen. Nazar was een jaar lang voortvluchtig maar werd in 2004 opgespoord en gearresteerd. Nazar ontkende de beschuldigingen. Enkele maanden later werd hij echter vrijgesproken, daar de misdaden meer dan twintig jaar geleden begaan waren en dus waren verjaard.
- Virtual International Authority File: 172868959